# Stile rétro

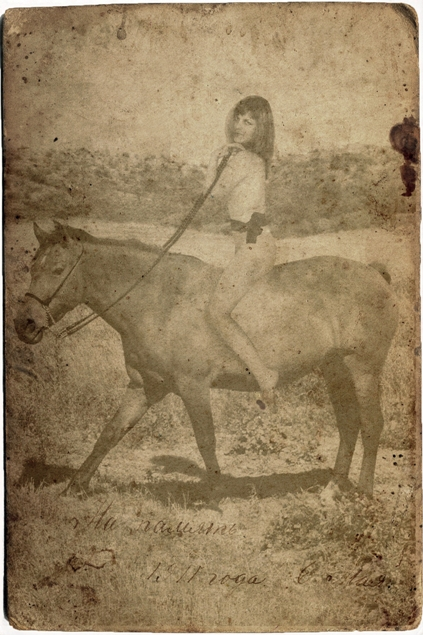
«Retro» (opera contemporanea di Victor Pinchuk)

Il rétro (abbreviazione del francese rétrospectif, "retrospettivo") è uno stile artistico-culturale che tende a dar rilievo a ciò che richiama le mode passate e incentiva all'utilizzo di tutto ciò che attualmente è definito "d'epoca".

## Arte

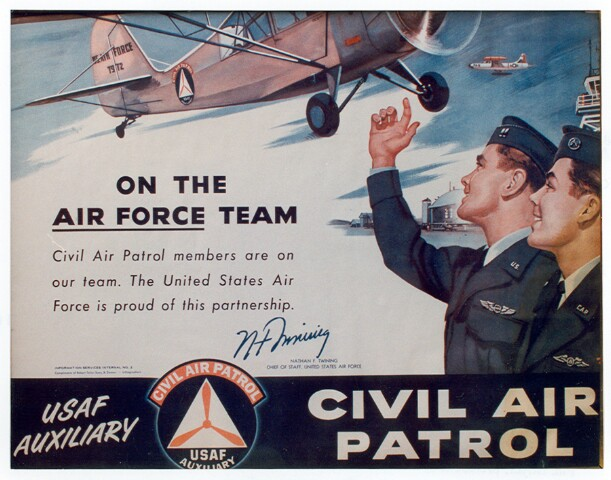
On the Airforce Team opera di Robert T. McCall degli anni cinquanta, eseguita nello stile su cui si basa l'arte rétro

Quella che ora si chiama arte rétro è un tipo di pop art sviluppata fra gli anni quaranta e cinquanta, in risposta al bisogno di una grafica audace e accattivante, che fosse facile da riprodurre con dei torchi semplici. Ben distinguibile dallo stile moderno computerizzato, l'arte pubblicitaria rétro ha avuto un ritorno di popolarità grazie alle citazioni e parodie delle vecchie opere pop art.

## Erotismo
La cosiddetta retro erotica è un tipo di fotografia che si rifà allo stile pin-up o alla pornografia degli anni settanta e precedenti. Essa spazia dall'hardcore allo stile pin-up senza nudo, spesso con lingerie, guaine, reggiseni, giarrettiere e collant con acconciature, trucco e oggetti di scena tipici dei rispettivi periodi. Alcuni appassionati distinguono la retro erotica (fotografia moderna in vecchio stile) dalla vintage erotica (foto o film realmente d'epoca), mentre altri utilizzano indistintamente le due espressioni.

## Moda

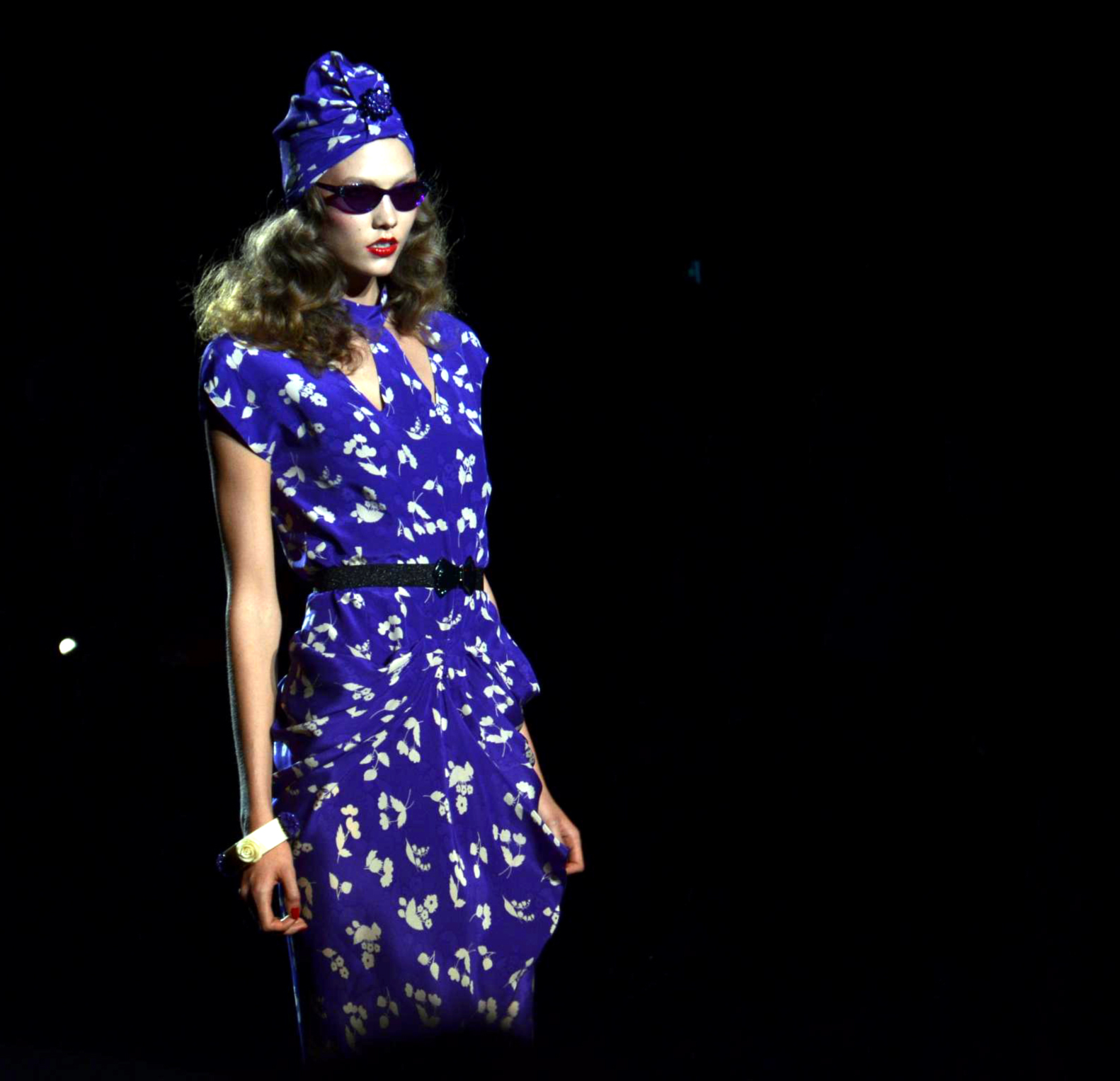
Karlie Kloss in una sfilata di Anna Sui: indossa un abito tipico degli anni quaranta.

La moda rétro risale agli anni 1960-1980. Essa è uno stile di abbigliamento che consiste nell'indossare vestiti vintage degli anni quaranta e cinquanta. Spesso comprende capi ed accessori che sono caratteristici di questi tempi, e molte persone li usano in maniera esagerata e in combinazione con abiti correnti. Alcuni esempi sono: borse in pelle anni cinquanta, jeans "a zampa", occhiali da sole grandi, borsalini, giacche funky, ecc. Anche il trucco svolge un ruolo importante nella moda femminile rétro. I punti focali sono certamente gli occhi pesantemente alberati, il rossetto rosso brillante, le acconciature come pompadour, a "coda di cavallo" e a "coda d'anatra", e tutti gli espedienti utilizzati dai truccatori del cinema degli anni quaranta e cinquanta.

## Musica

### Rock
Esiste un vero e proprio genere musicale di stile rétro, chiamato retro rock. Durante gli anni ottanta e novanta ci furono gruppi di musicisti che mantennero vivo lo spirito della prima ondata rock & roll, suonando musica che celebrava tutto il pre-british invasion. Questo genere non è da confondere con il roots rock, il quale miscela il rock "delle origini" (roots) con elementi country rock e folk rock, dal momento che aveva uno spirito decisamente moderno. Gli artisti retro-rock reinterpretano i brani classici del rock 'n' roll e ne scrivono di nuovi con lo stesso spirito, anche se, talvolta, con un pizzico di ironia. Ma, in ogni caso, tutto il retro-rock si basa sulla celebrazione della prima era rock, da Chuck Berry al pre-Pet Sounds dei Beach Boys.

## Televisione
Negli Stati Uniti, esistono diverse reti televisive (come Retro Television Network e Retro) che mandano in onda esclusivamente film e serie TV del XX secolo.
Dal 2009 è stato lanciato Fox Retro, attivo anche in Italia.

## Videogiochi

Pong, un vero mito per ogni retrogamer